# Луцій Новій Руф
Луцій Новій Руф (лат. Lucius Novius Rufus; ? — 197) — політичний і військовий діяч часів Римської імперії, консул-суффект 186 року.

## Життєпис
Походив із плебейського роду Новіїв. Про його батьків і початок кар'єри нічого невідомо. У 186 році призначений консулом-суффектом, разом з Квінтом Гедієм Руфом Лолліаном Гентіаном. Призначення наступним після обіймання цієї посади імператором Коммодом, свідчить про наближеність Новія до нього.
Після консульської каденції існує пробіл стосовно діяльності Луція Руфа. У 196 році обіймав посаду імператорського легата-пропретора провінції Тарраконська Іспанія. Йому підпорядковувався VII легіон Близнюків. Був прихильником Клодія Альбіна у боротьбі за імператорську владу. Ймовірно, брав участь у вирішальній битві при Лугдуні з військами Септимія Севера, який здобув перемогу. Новій Руф потрапив у полон, імовірно його було страчено 197 року або в Лугдуні, чи в Римі після сходження Севера на трон.

## Родина
- Тиберій Флавій Новій Руф, імператорський легат-пропретор провінції Нижня Мезія у 218—220 роках